# Seleção Servo-Montenegrina de Basquetebol
A Seleção Servo-Montenegrina de Basquetebol representou a Sérvia e Montenegro em competições de basquetebol entre os anos de 2003 e 2006, após a entrada em vigor da nova Carta Constitucional, dando fim à República Federal da Iugoslávia, e dando origem a um novo país, que passou a se chamar Sérvia e Montenegro. A equipe extinguiu-se em 2006, após um plebiscito realizado em Montenegro, onde a sua população escolheu se separar da República da Sérvia, formando um novo Estado.